# Castillo de Dumbarton
El castillo de Dumbarton (gaélico Caisteal Dhùn Bhreatainn [t̪unˈpɾʲɛʰt̪ɪɲ]) es la fortaleza más antigua de Gran Bretaña. Domina la ciudad escocesa de Dumbarton, se encuentra en un cuello volcánico de roca basáltica conocido como Dumbarton Rock. Con una altura de 73 metros (240 pies).

## Historia
Por lo menos desde la Edad de Hierro,[cita requerida] este ha sido el escenario de un asentamiento de importancia estratégica, cuyos residentes se sabe que comerciaron con Roma. La presencia de una población aquí es la primera registrada en una carta de San Patricio escribió al Rey Ceretic de Alt Clut, (o Clyde Rock) a finales del siglo V.
Desde el siglo V hasta el siglo IX fue el centro del Reino independiente de Strathclyde. El rey de Dumbarton sobre el año 740 d. C. fue Riderch I de Alt Clut, que figura en leyendas nórdicas. Se dice que durante su reinado el mago Merlín se quedó en Alt Clut. En 756 por primera vez, la fortaleza fue saqueada por una fuerza conjunta de Pictos y Nortumbrios, capturando a Alcluith después de un sitio de cuatro meses.
En 870, Dumbarton Rock sirvió como fortaleza para los británicos y como capital de Alt Clut. Los vikingos asediaron Dumbarton durante cuatro meses, derrotando a los habitantes después de cortado el servicio de agua. El rey nórdico Olaf regresó a Dublín en el 871, con doscientos barcos llenos de esclavos y tesoros saqueados. Olaf llegó a una cuerdo con Constantino I, el rey de los escoceses y Artgal de Alt Clut.
La independencia del Reino de Strathclyde llegó a su fin con la muerte de Owen el Calvo, cuando la dinastía de Kenneth macAlpin comenzó a gobernar la región.
En la Escocia medieval, Dumbarton (Breatainn Dun), que significa la fortaleza de los británicos, fue un importante castillo real. En ella se resguardó David II de Escocia (hijo de Robert Bruce) y su joven esposa Juana de la Torre, después de la derrota escocesa en la batalla de Halidon Hill cerca de Berwick-upon-Tweed en 1333. El Conde de Bothwell, Patrick Hepburn, fue nombrado capitán del castillo de Dumbarton el 1 de abril de 1495.
El castillo perdió importancia a la muerte de Oliver Cromwell en 1658. Pero las amenazas que plantearon los jacobitas y los franceses en el siglo XVIII hicieron que se crearan nuevas estructuras y defensas siendo acuartelamiento hasta la Segunda Guerra Mundial.

## El castillo actualmente
Hoy día el rastro visible de la Edad Alcluith, literalmente Clyde Rock (gaélico escocés Alt Chluadih) son sus edificios de defensa antiaérea, y ha sido muy poco lo que ha sobrevivido desde el castillo medieval. Lo más interesante son las estructuras de las fortificaciones del siglo XVII y XVIII, que ilustran una dolorosa lucha de los ingenieros militares para adaptarse a las necesidades defensivas del momento. Las vistas desde las cumbres gemelas de la White Tower Crag y The Beak recuerdan por qué esta roca fuera elegida como la fortaleza de los británicos.

## Galería

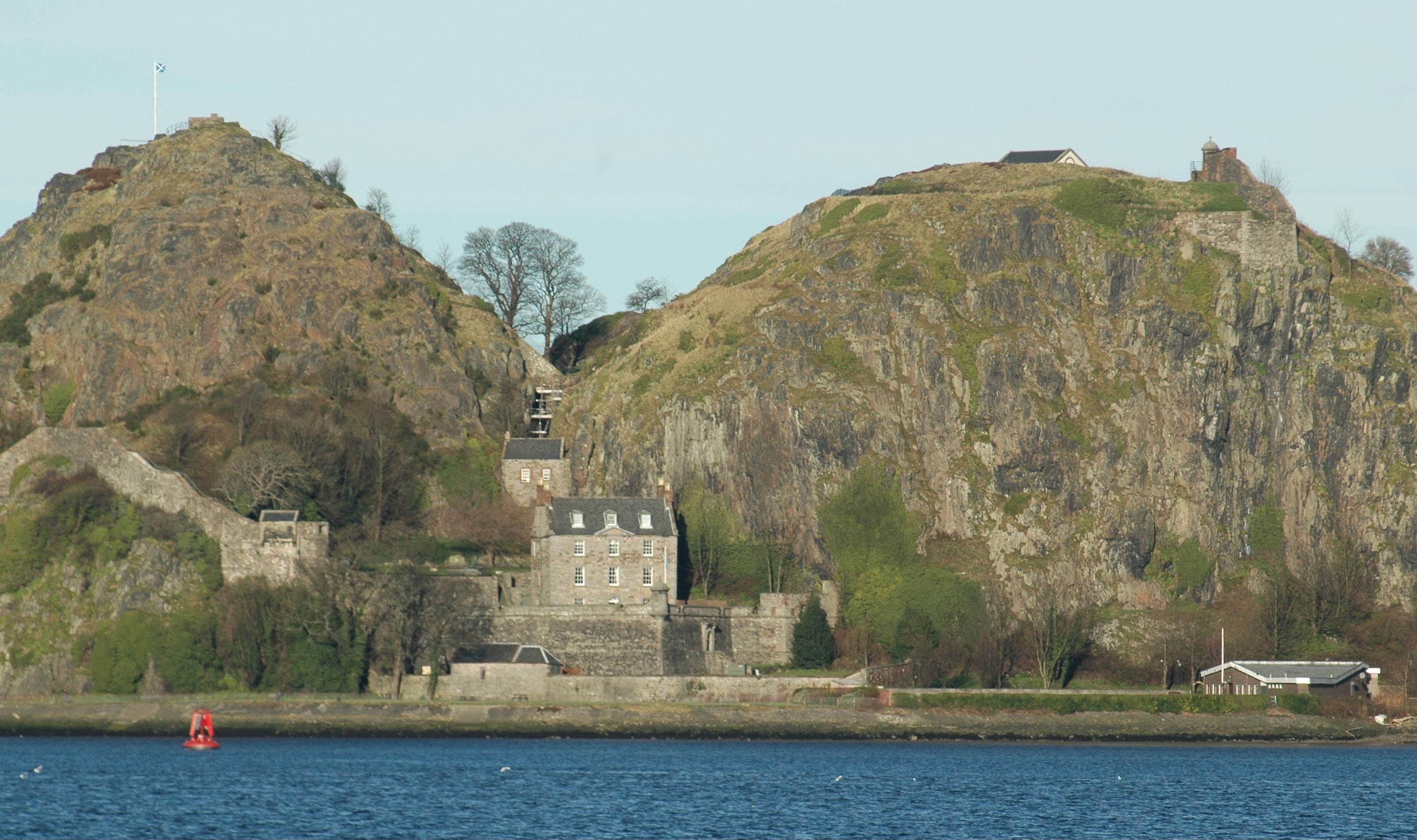
Vista desde el río Clyde al Castillo de Dumbarton
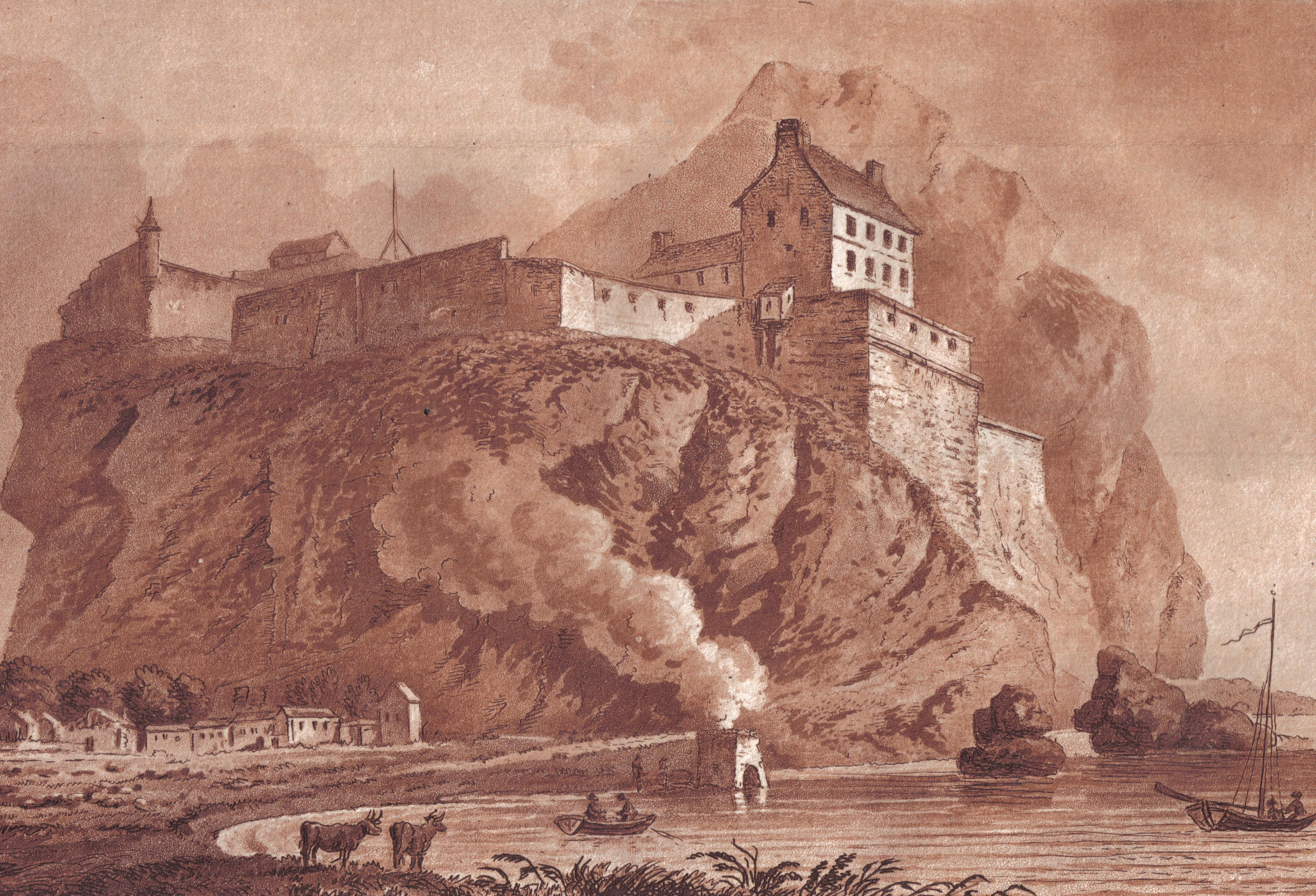
El Castillo de Dumbarton en 1800.
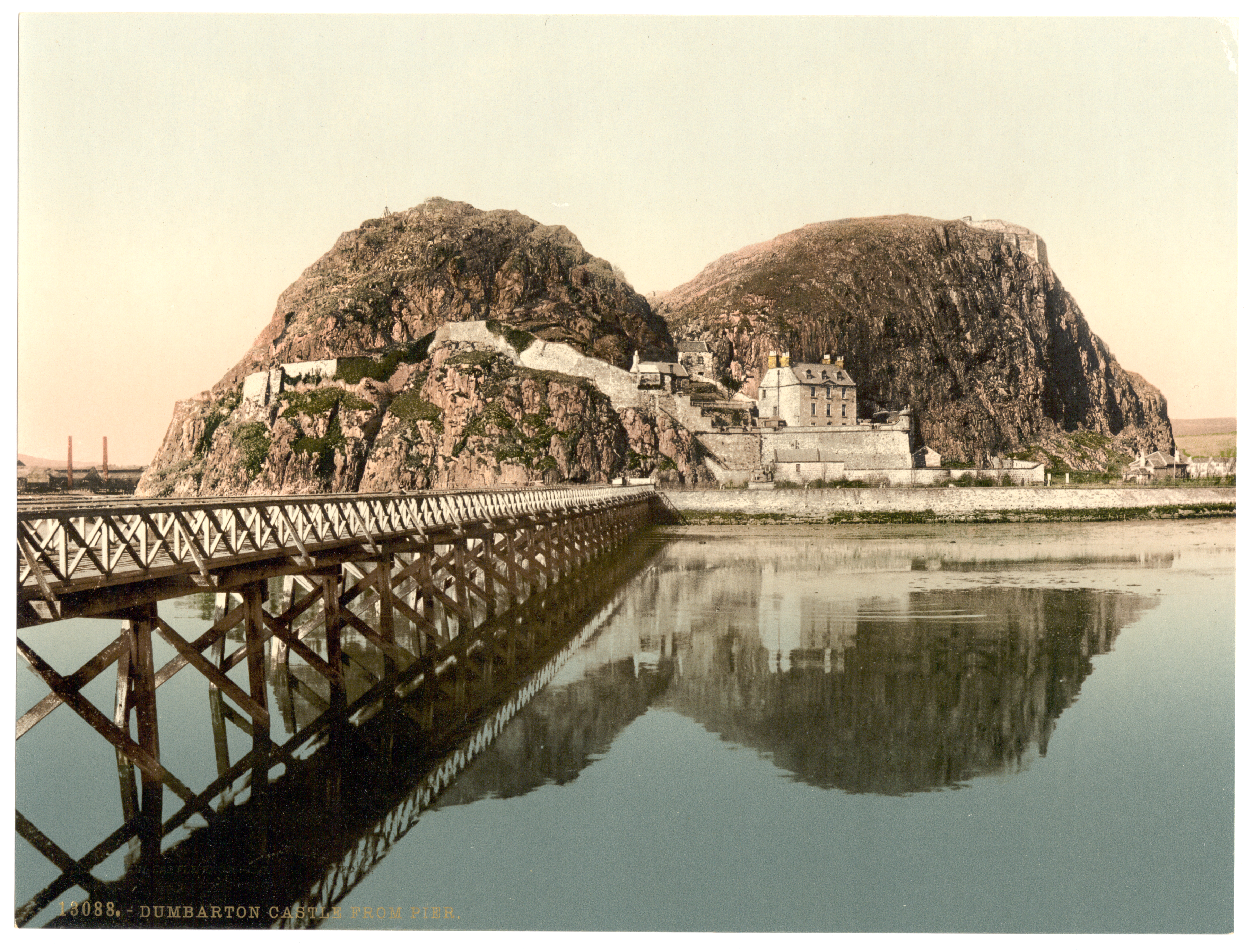
Castle from pier, Dumbarton
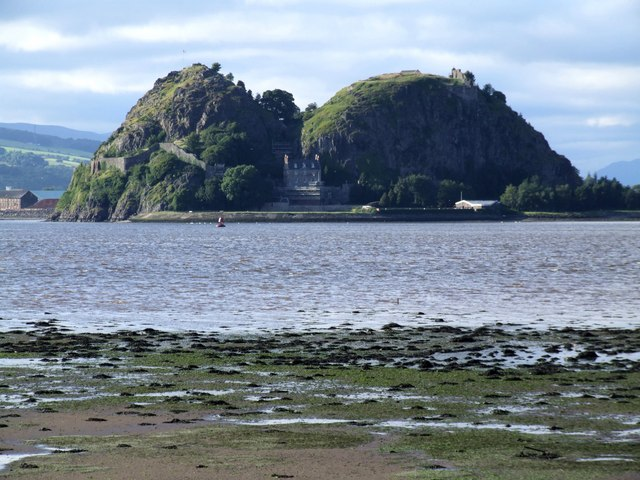
Dumbarton Castle A long shot from across the River Clyde
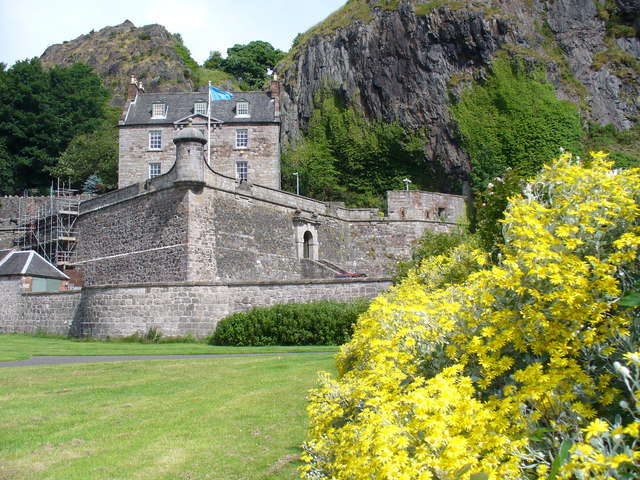
Dumbarton Castle